# Fala, Selnica ob Dravi
Fala je naselje v Občini Selnica ob Dravi.